# 多胡城の戦い
多胡城の戦い（たごじょうのたたかい）とは、一向一揆の内部抗争である大小一揆の一環として、 天文元年（1532年）に越中国射水郡多胡城（現在の富山県氷見市上田子）で行われた戦い。
この戦いについて言及するのは年次不詳の高山別院照蓮寺所蔵の古文書のみであり、かつては永正17年（1520年）に行われたとする説もあったが、現在は天文元年（1532年）に行われたとする説が有力視されている。

## 地理
現在、「多胡城」という地名・城跡はいずれも富山県内に存在せず、「多胡城の合戦」の厳密な戦場地は不明である。ただし、橋本芳雄は現在氷見市街地に位置する浄土真宗の有力寺院である光照寺がこの頃田子に位置していたことに注目し、現在の田子浦藤波神社背後の光照寺跡こそが多胡城ではないかと考証している。
この説を踏まえて光照寺跡地を現地調査した高岡徹は、氷見と守山城を結ぶ道筋に面する側が急斜面となり要害な地形になっていると指摘する。城跡として目立った遺構は見られないが、南の台地へ続く尾根筋が人工的に切り立てた土橋状の通路となっており、これが「多胡城」の遺構の名残ではないかと推定する。
なお、光照寺跡地には「窓所」や「上割」といった地名があるが、これも「政所（マドコロ）」「城割（ジョウワリ）」に由来する地名ではないかと指摘されている。一方で、久保尚文は多胡城をめぐる戦闘の具体的な記録がないこと、城館調査でも戦闘の記録が発見されていないことなどを理由に、実態としては城館と呼べるような規模ではなかったのではないかと指摘している。

## 天文元年の多胡城の戦い

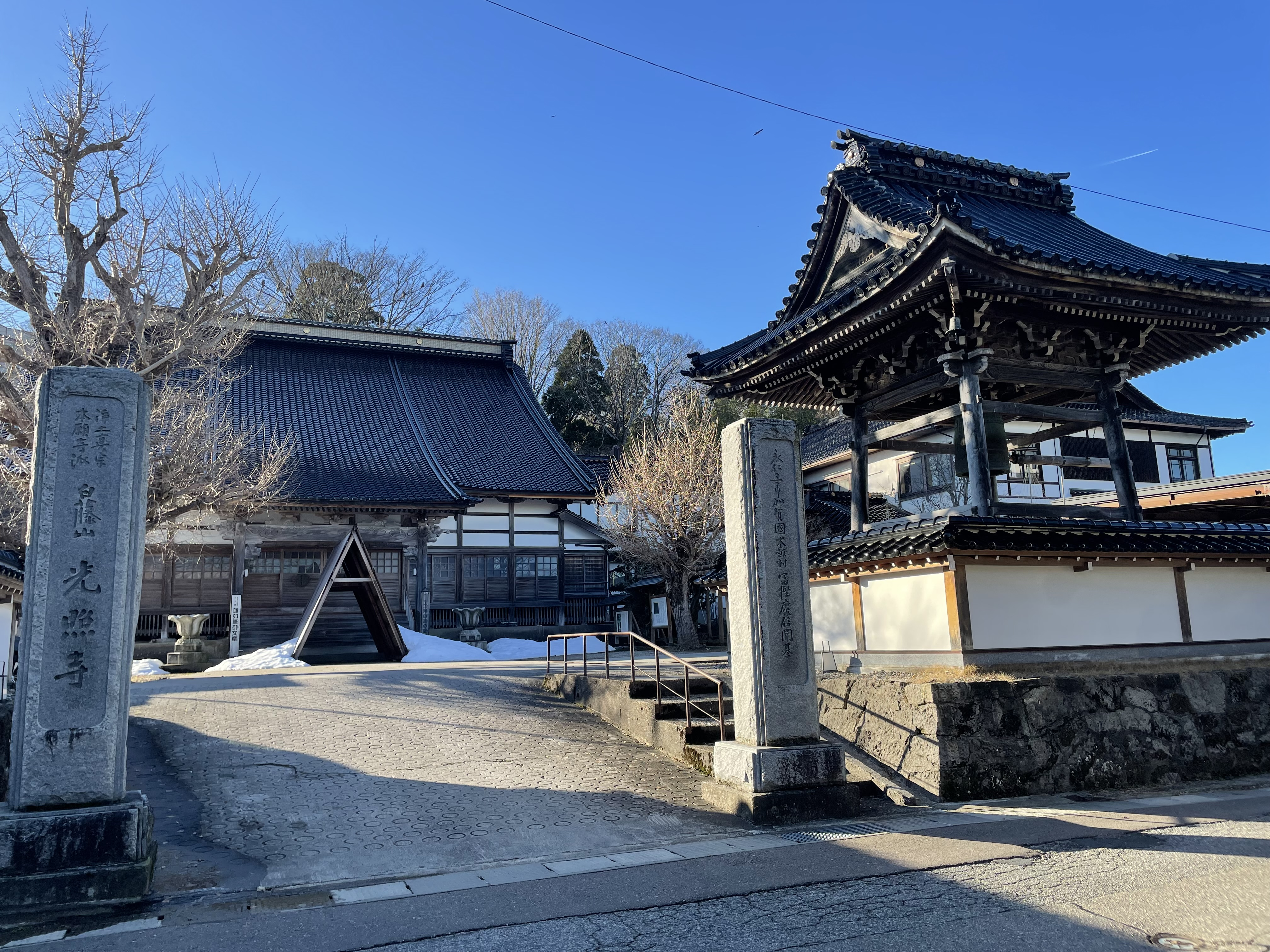
富山県氷見市朝日本町の光照寺。

享禄年間初頭、一向一揆領の荘園の扱いを巡って「賀州三ヶ寺」と越前国から移転してきた超勝寺・本覚寺が対立し、享禄4年（1531年）より北陸一向一揆の内部抗争である「大小一揆」が勃発した。一連の抗争は「大一揆（超勝寺・本覚寺）」派が勝利を収めたが、享禄5年/天文元年（1532年）より周辺の守護勢力がこれに介入を始め、今度は「大一揆が主導権を握った北陸一向一揆」と「越前朝倉氏・能登畠山氏ら北陸守護勢力」の間の抗争が起こるに至った（天文一揆）。
この一連の戦役において、越中国に隣接する飛騨国も巻き込まれ、飛騨一向一揆の中心的寺院であった照蓮寺や白川郷の内ヶ島氏が参戦したとの記録がある。
この書状によると、飛騨一向一揆と内ヶ島氏が「越中多胡城」に出兵しており、恐らくは能登畠山軍と交戦して内ヶ島兵衛大夫なる人物が戦死するに至ったという。この書状には年次の記載がなく、「越中多胡城の戦い」の年次については諸説あるが、金龍静は実英（＝下間頼秀）の花押が享禄4年7月以降に用いられる形式に近いことなどに基づき、天文元年に起こった戦闘であると推定している。
「越中多胡城」があったと推定される田子光照寺の寺坊は富樫姓を名乗っており、加賀在地坊主衆四頭のうち木越光徳寺の兄弟寺であった。そのために田子光照寺は「賀州三ヶ寺（＝小一揆派）」と友好関係にあり、一連の戦役において攻撃対象となったようである。

## 永正17年の多胡城会談
永正17年（1520年）、かねてより父長尾能景の仇として越中国婦負・射水両郡守護代の神保慶宗を敵視していた長尾為景は、能登畠山家の畠山義総と協力して越中に攻め込み、新庄城の戦いに勝利して慶宗を自害に追い込んだ。この時、長尾為景が長尾房景に送った書状には下記のように記されている。
かつては、この文書にみられる「多胡」こそが照蓮寺所蔵文書の「多胡城」と同じ地で、「多胡城の戦い」は永正17年の長尾・畠山による越中侵攻時に起こった戦闘であるとみなす説があった。井上鋭夫・橋本芳雄・久保尚文（久保1983）などの論文では長尾為景が現富山市一帯で神保慶宗と対峙していたのと並行して、能登畠山家の義総が現氷見市方面に侵攻し、この方面での決戦地が多胡城であったと想定する。そして、長尾為景は戦勝報告、新川郡代承認要求の為に義総が滞在する多胡城に赴いたものと考えられてきた。
一方、笠原一男は早くから「多胡城の戦い」が天文元年に起こったものであると述べており、また金龍静も下間頼秀の花押に注目して天文元年説を支持した。また久保尚文は2004年発表の論文「両畠山家融和と越中守護代家更迭」でかつての自説を撤回し、「永正17年の多胡城合戦」説を自ら否定した。久保は永正16~17年の一連の騒乱において長尾為景の活躍は特筆されるが、能登畠山家の戦闘を伝える記録が全く存在しないことを踏まえ、能登畠山家は本来の越中守護畠山尚順の代理として、戦闘の見聞役・見届け役を務めるための出陣だったのではないかと推定する。そして、多胡城・二上城も能登畠山家によって攻め落とされたというよりは、新庄の戦いでの敗戦を聞いて自落したのではないかと推測する。
その上で、久保は多胡の地は大伴家持が「田子浦」と詠んだ景勝地であり、終戦の地ではなく戦勝をする紀念地として為景は訪問したのではないかと指摘する。さらに、中近世の氷見市以南の平野部は湿地帯が広がる大軍の駐留に困難な地であったことも、多胡が大軍の終結した決戦地などではなく、単に畠山義総と長尾為景との会談地として選ばれたであったと述べる。